# أحمد بن عبد الله بن ظبوي
الشيخ أحمد بن عبد الله بن علي بن ظبوي الفلاسي (1924-2009) هو أحد قدامى المعلمين ومن الرعيل الأول الذي أخذ على عاتقه مسؤولية التأسيس للتعليم النظامي في مرحلة بدايات النهضة العلمية والحضارية في دولة الإمارات العربية المتحدة.

## حياته
ولد الشيخ أحمد الفلاسي في دبي عام 1924، وعندما كان في سن الخامسة ألحقه والده بمدرسة الفلاح. كان الشيخ أحمد بن ظبوي من أوائل أبناء الإمارات الذين تلقوا تعليمهم في كل من مدرستي الفلاح والأحمدية وتخرج منهما ليمارس مهنة التعليم فيهما حيث درس على يديه عدد كبير من الطلاب منهم على سبيل الذكر: جمعة الماجد، راشد الماجد، أحمد بو رحيمة، كما درَّس في مدرسة الفلاح وكان من طلابه في هذه المدرسة: سيف بن سعيد بن غباش، سعيد النابودة، خليفة النابودة، وغيرهم.
ثم سافر إلى مكة المكرمة طلباً للعلم وحباً في المعرفة واستقر فيها لمدة 12 عاما (بين عامي 1951 و1963)، عاد وأكمل ذلك في تعليم الكثير من أبناء مكة المكرمة، ثم عاد في عام 1963 إلى دبي ليعمل في المعهد الديني الذي أسسه الشيخ محمد نور سيف، كموجه أول في العلوم الدينية، وكان قبل ذلك يدرس في الكتاتيب ومعه عدد من رواد التعليم في الدولة مثل الشيخ محمد بن يوسف الشيباني والشيخ سعيد الخوري والشيخ عبد الله بوملحة والشيخ محمد بوملحة، والشيخ أحمد بن شبيب.
ومن إسهامات الشيخ بن ظبوي التربوية إسهامه بالفكرة والعمل في «المعهد الديني» بدبي، الذي كان أحد أوائل المعاهد في الإمارات الذي اعتنى بتدريس علوم الدين واللغة بجميع فروعها فعمل فيه عام 1963 مدرساً في بادئ الأمر ثم مساعداً لمدير المعهد، ثم موجهاً أول للعلوم الدينية خلفاً للشيخ أحمد بن حمد الشيباني الذي تُوفي وهو في ذلك المنصب. واستمر بن ظبوي يعمل مع غيره في حقل التعليم إلى أن تمّ استدعاؤهم من قبل الشيخ زايد بن سلطان آل نهيان في «عيد المعلم» ليقول لهم: «أنتم الآن أديتم رسالتكم على أكمل وجه، ولا بد أن تستريحوا، وسيقوم بالعمل غيركم من الشباب، أما رواتبكم فسوف تتسلمونها كاملة دون نقصان».

## حياته الخاصة
تزوج بن ظبوي من إحدى فتيات منطقة الشندغة وهي شمسة بنت محمد بن بطي المهيري، ورزقا بعبد الرحمن.

## وفاته
كانت وفاته في دبي في صبيحة يوم السبت 28 سبتمبر 2009 عمر ناهز الخامسة والثمانين، ثم لحقت به زوجته في ديسمبر 2013.